# Бута (Арджеш)
Бута (рум. Buta) — село у повіті Арджеш в Румунії. Входить до складу комуни Неграші.
Село розташоване на відстані 80 км на захід від Бухареста, 32 км на південний схід від Пітешть, 108 км на схід від Крайови, 120 км на південь від Брашова.

## Населення
За даними перепису населення 2002 року у селі проживали 258 осіб, усі — румуни. Усі жителі села рідною мовою назвали румунську.